# سي مي وي 4

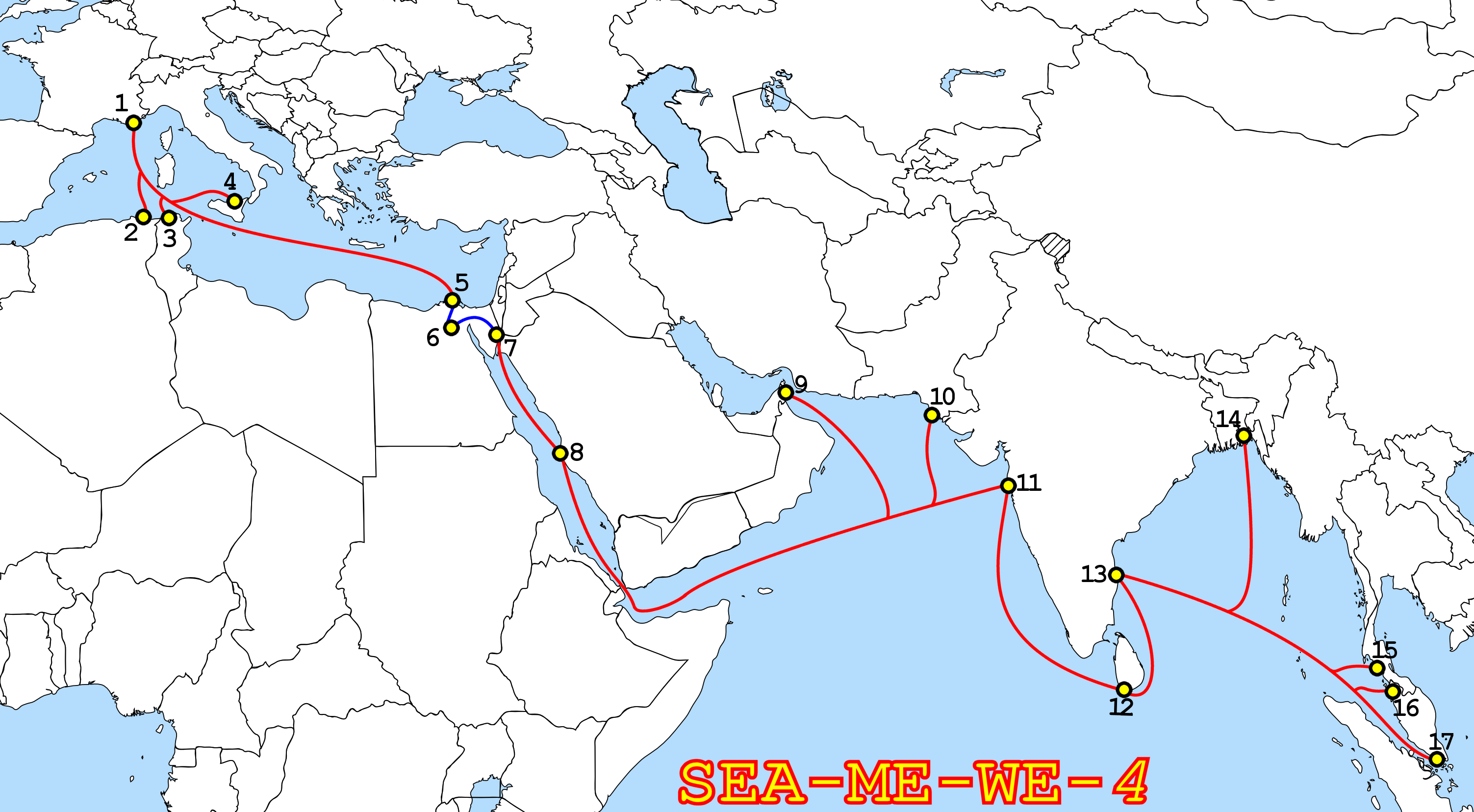
مسار كابل سي مي وي 4، الأحمر هو المسار البحري والأزرق هو المسار البري

سي مي وي 4 (بالإنجليزية: SEA-ME-WE 4)‏ هو كابل اتصالات بحري مكون من الألياف البصرية يُعَدُّ العمود الفقري للإنترنت بين أوروبا والشرق الأوسط وجنوب شرق أسيا؛ ويصل طول الكابل إلى نحو 20.000 كيلومتر، ويبلغ عرض نطاق الكيبل نحو 1.280 تيرابت أي ما يعادل 1,310,720 غيغابت.

## نقاط الإنزال
نقاط الإنزال في الكابل هي:
1. مرسيليا، فرنسا
2. عنابة، الجزائر
3. بنزرت، تونس
4. باليرمو، إيطاليا
5. الإسكندرية، مصر
6. القاهرة، مصر (مسار بري)
7. السويس، مصر (مسار بري ويعود إلى البحري)
8. جدة، السعودية
9. الفجيرة، الإمارات
10. كراتشي، باكستان
11. بمباي، الهند
12. كولومبو، سريلانكا
13. تشيناي، الهند
14. كوكس بازار، بنغلاديش
15. ساتون، تايلاند
16. ماليكا،ماليزيا
17. تواس، سنغافورة

## تاريخ
أنشئ كابل سي مي وي 4 بتعاون 16 شركة اتصالات عالمية في 27 مارس 2004، وتم إنشاؤه بواسطة شركتي ألكاتيل وفوشتسو، وتكلف هذا المشروع حوالي 500 مليون دولار.

## انقطاع الكابل
- في 30 يناير 2008، تأثرت بشدة خدمة الإنترنت في الشرق الأوسط وجنوب شرق آسيا على أثر اتقطاع كابل سي مي وي 4 بالقرب من مدينة الإسكندرية بمصر، ولم يحدد بعد السبب الرئيسي عن انقطاع الكابل، حيث تعلن الشركات المسؤولة عن الكابل عن سبب انقطاعه [1]
- في 19 ديسمبر 2009 حدث انقطاع للكيبل للمرة الثانية وتأثرت كافة اتصالات الشرق الأوسط وشرق آسيا من هذا الانقطاع الذي حصل بالقرب من جزيرة صقلية التابعة لإيطاليا.. وما زال سبب قطع الكيبل مجهولا حتى الآن..
- في 27 مارس 2013 حدث انقطاع لكيابل الربط شمال الإسكندرية وأعلنت شركة الاتصالات السعودية ان هذا القطع قد يؤثر على جودة خدمات الإنترنت في السعودية. ثم عادت وأكدت في تصريح صحفي أنه تم تحميل كافة الخطوط إلى كيابل دولية احتياطية.[2]

## اقرأ أيضا
إي آي جي

## وصلات خارجية
http://www.seamewe4.com/